# Cneorane wittmeri
Cneorane wittmeri es un coleóptero de la familia Chrysomelidae.
Fue descrita científicamente en 2004 por Kimoto.